# Bahnstrecke Baicheng–Arxan
Die Bahnstrecke Baicheng–Arxan (chinesisch 白城—阿尔山铁路, Pinyin Báichéng Ā'ěrshān tiělù), auch Bai-A-Bahn, „Bai-A-Linie“ (chinesisch 白阿线, Pinyin Bai-A xian) oder „Bai-A-Eisenbahn“ (白阿铁路,  Bai-A tieguo), ist die Bezeichnung für die Eisenbahnstrecke von der Stadt Baicheng (白城) in der chinesischen Provinz Jilin nach Arxan (阿尔山 A'ershan) in der Inneren Mongolei. Die Bahn wurde von 1931 bis 1937 erbaut und ist heute etwas weiter bis zur Großgemeinde Yirshi oder Yierxie (伊尔施镇 Yi'ershi) ausgebaut. Die 354 km lange Strecke führt über Ulanhot (Wulanhaote) und Wuchagou.
Die Bahn heißt auch „Tao-Suo-Bahn“ (洮索铁路 Tao-Su tielu) oder „Tao-Du-Bahn“ (洮杜铁路 Tao-Du tielu). Ihr Ziel war das Arxan-Grubenfeld (阿尔山矿区 A'ershan kuangqu), ihr Startpunkt der Bahnhof Baicheng (Baicheng Zhan 白城站).